# أبراهام فرانكل
ابراهام فرانكل (بالعبرية: אברהם הלוי (אדולף) פרנקל ‏) (و. 1891 – 1965 م) هو رياضياتي، وأستاذ جامعي من ألمانيا، وإسرائيل، والانتداب البريطاني على فلسطين، ولد في ميونخ، وكان عضوًا في أكاديمية إسرائيل للعلوم والإنسانيات، توفي في القدس، عن عمر يناهز 74 عاماً.

## التعليم
تعلم في جامعة ماربورغ، وجامعة لودفيغ ماكسيميليان في ميونخ.

## جوائز
حصل على جوائز منها:
- جائزة إسرائيل (1956)
- جائزة روتشيلد  [لغات أخرى]‏.

## روابط خارجية
- أبراهام فرانكل على موقع الموسوعة البريطانية (الإنجليزية)